# Fosfolipoproteiny
Fosfolipoproteiny jsou látky přirozeně chránící povrch žaludeční sliznice.
Abychom mohli vysvětlit vliv a význam fosfolipoproteinů na snížení některých žaludečních potíží, je třeba vyjít z toho, jak žaludek funguje za fyziologických a patologických stavů.
Činností žaludku vznikají žaludeční šťávy. Jedná se o směs produktů sekrečních buněk: kyseliny chlorovodíkové – HCl, enzymů – pepsinů, hlenu – mucinů. V žaludečních šťávách jsou také přítomny některé specializované bílkoviny rozpuštěné ve vodě, fosfolipidy a minerály. Za stavu „na lačno“ se žaludečních šťáv produkuje jen nepatrné množství, ale po jídle nebo po jiném podnětu stoupá jejich množství na 1 až 3 litry/den a složení se mění podle druhu podnětu. 

## Podněty sekrece kyseliny chlorovodíkové v žaludku
Podstata sekrece HCl spočívá v transportu protonů (H+) z nitra buněk do lumen žaludku. Existují různé druhy regulačních faktorů, které působí nejen na vylučování žaludečních šťáv. Jde o faktory nervové, chemické i mechanické. 
Na nervové regulaci se podílí nervový mediátor acetylcholin, který se uvolňuje na základě chuťových, čichových a zrakových podnětů ze zakončení eferentního nervu (n. vagus). Chemickým podnětem se stává přítomnost složek potravy, hlavně bílkovin, peptidů a aminokyselin. Přítomnost složek potravy vede k syntéze gastrinu (hormonu vznikajícího v buňkách žaludku). Podobně ale působí i alkohol a kofein. Mezi mechanické podněty, které rovněž stimulují i sekreci gastrinu, patří zvětšení objemu náplně žaludku příjmem potravy i zvětšením objemu uvolňovanou HCl. Kyselé prostředí spolu s účinkem pepsinů způsobuje nejen denaturaci složek potravy, ale i její částečné štěpení a denaturaci a štěpení součástí mikroorganismů, které se dostávají do žaludku zejména bez dostatečného tepelného zpracování potravy. 

## Ochranná vrstva zažívacího ústrojí
Povrch žaludku a celého zažívacího ústrojí pokrývá hlen, jehož hlavním úkolem je chránit povrch buněk před účinky některých složek potravy, enzymů, které potravu štěpí, i před vlivem chemických složek jednotlivých oddílů zažívacího ústrojí. 
Základem hlenu jsou makromolekuly označované jako glykoproteiny mucinového typu. K optimální ochraně je třeba, aby vrstva mucinu byla dostatečná a aby byly přítomny další molekuly nebílkovinné povahy, které zvyšují ochranou schopnost hlenu. Výzkumy prokázaly, že na povrchu mucinového gelu existuje tenká vrstva, tvořená molekulami fosfolipidů. Jejich hydrofilní části se zanořují, případně elektrostaticky vážou s povrchovými strukturami hlenu, zatím co do lumen žaludku jsou orientovány hydrofobní části fosfolipidových molekul, převážně řetězce mastných kyselin. Ty vytvářejí hydrofobní povrch, který brání přímému kontaktu žaludečního obsahu s hlenem a chrání ho tak před agresivním působením jeho složek.

## Vředová choroba gastroduodena a peptický vřed
Jako příčina vzniku se udává porušení rovnováhy mezi obrannou schopností žaludeční sliznice a souborem různých škodlivě působících vlivů. Stará medicínská zásada „žádná kyselina – žádný vřed“ se v současnosti doplňuje o výrok: „žádný H.p. – žádný vřed“.
Kyselinou se rozuměla volná HCl. Zvýšená sekrece kyseliny a pepsinů nastává po požití alkoholických nápojů, zejména piva. Rovněž nápoje s obsahem kofeinu stimulují sekreci HCl. Fyziologicky zvýšená koncentrace HCl a aktivita pepsinů jsou ze strany žaludeční sliznice kompenzovány tvorbou hlenu, s jehož strukturami obě součásti žaludečních šťáv vstupují do interakce. Za fyziologických podmínek je odbouraný hlen nahrazen zvýšenou syntézou všech složek. 

## Ochrana žaludeční sliznice
Cytoprotektivní účinek prostaglandinů (PG2) ani jejich methylovaných derivátů se příliš neosvědčil, protože dávky podávané orálně musí být příliš vysoké a to vyvolává nežádoucí účinky. Povrch buněk žaludeční sliznice mohou přirozeně chránit i látky dodané organizmu v perorálním podáním. Jsou to fosfolipoproteiny, látky připravené interakcí rostlinných bílkovin s kyselými fosfolipidy. Princip jejich působení spočívá v tom, že se dobře vážou na povrch žaludečního hlenu a svými řetězci mastných kyselin, orientovanými do lumen žaludku zvyšují hydrofobicitu povrchu. Na rozdíl od anacid nezatěžují organismus žádnými nadbytečnými nebo cizorodými sloučeninami. Mohou nahrazovat i nedostatek fosfolipidů, vzniklý porušením hlenu na povrchu žaludeční sliznice. Po odloučení z povrchu žaludku a pasáží do duodena se rozštěpí na nové složky, aminokyseliny a fosfolipidy, které může organismus beze zbytku využít. V dnešní potravě je fosfolipidů nedostatek a vhodný přípravek je proto může částečně doplňovat.